# Háromfejű karizom

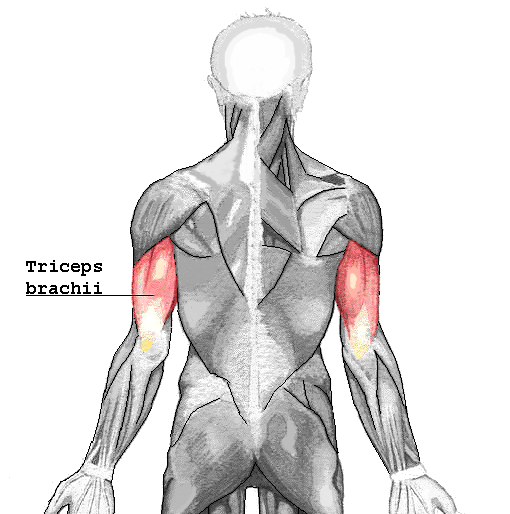

A háromfejű karizom feszített állapotban

A háromfejű karizom (musculus triceps brachii, köznapi nevén tricepsz) egy izom az ember felső végtagjában.

## Eredés, tapadás, elhelyezkedés
- A hosszú fej a lapocka (scapula) a tuberculum infraglenoidaléról ered.[1]
- A lateralis fej a felkarcsont (humerus) posterior részéről, a sulcus nervi radialistól lateralis és superior részéről ered.[1]
- A medialis fej szintén a felkarcsont posterior részéről, a sulcus nervi radialistól medialis és inferior részéről ered.[1]

A három fej együtt a könyökön tapad.

## Funkció
A könyökízület jelentős feszítő izma, emellett a hosszú fej a vállízületben a felkart hátrahúzza (retroflexio).

## Beidegzés, vérellátás
A nervus radialis idegzi be és az arteria profunda brachii látja el vérrel.